# NGC 1257
NGC 1257是英仙座的一個雙星系統。1884年10月19日，法国天文学家纪尧姆·比古尔丹记录了这对恒星的位置。